# Nicky Hilton
Nicholai Olivia Hilton, nascuda el 5 d'octubre de 1983 a la ciutat de Nova York, és una dissenyadora i model estatunidenca que posseeix una immensa fortuna. Comparteix el sobrenom Nicky, del germà del seu avi. És germana de Paris Hilton.